# Alex Varkatzas
Alex Varkatzas, all'anagrafe Ektor Alexander Varkatzas (Orange County, 17 gennaio 1982), è un cantante statunitense, ma di origine greca, leader e voce del gruppo metalcore californiano Atreyu fino al 2020.
Ha numerosi tatuaggi, basati soprattutto sull'horror e su disegni giapponesi.